# Baixa Bengala
Baixa Bengala fou el nom donat a la presidència de Bengala i després a la província de Bengala, en els seus límits reals.
Inicialment la Companyia Britànica de les Índies Orientals va crear els Establiments de Bengala, però amb el temps el nom de Bengala es va aplicar a tot el nord de l'Índia com a Presidència de Bengala. Després del 1818, la presidència de Bengala incloïa també Ajmer, Assam el 1826, les Províncies del Nord-oest o Agra el 1836, el Panjab el 1848, la província de Nagpur el 1853, unida després a altres territoris formant les Províncies Centrals el 1861, i l'Oudh el 1856 (agregat a les Províncies del Nord-oest per formar les Províncies Unides d'Agra i Oudh el 1861, i Assam el 1874), els governadors de les quals eren teòricament dependents del govern de Bengala però de fet eren independents.
Bengala (amb Bihar i des de 1803 també Orissa) era el domini directe del governador general de l'Índia i fou llavors coneguda com a Baixa Bengala. Aquesta part va formar una província/presidència el 1854 coneguda com a província de Bengala però també com a Baixa Bengala. Aquesta província tenia uns límits (les subprovíncies de Bengala, Bihar, Orissa, Chota Nagpur i fins al 1874 Assam) on el govern tenia autoritat, i diferents del de la teòrica presidència en el que estaven incloses les províncies que s'havien anat separant, sobre els quals l'autoritat del governador de Bengala era només teòrica.